# Placówka Straży Celnej „Muszyna”

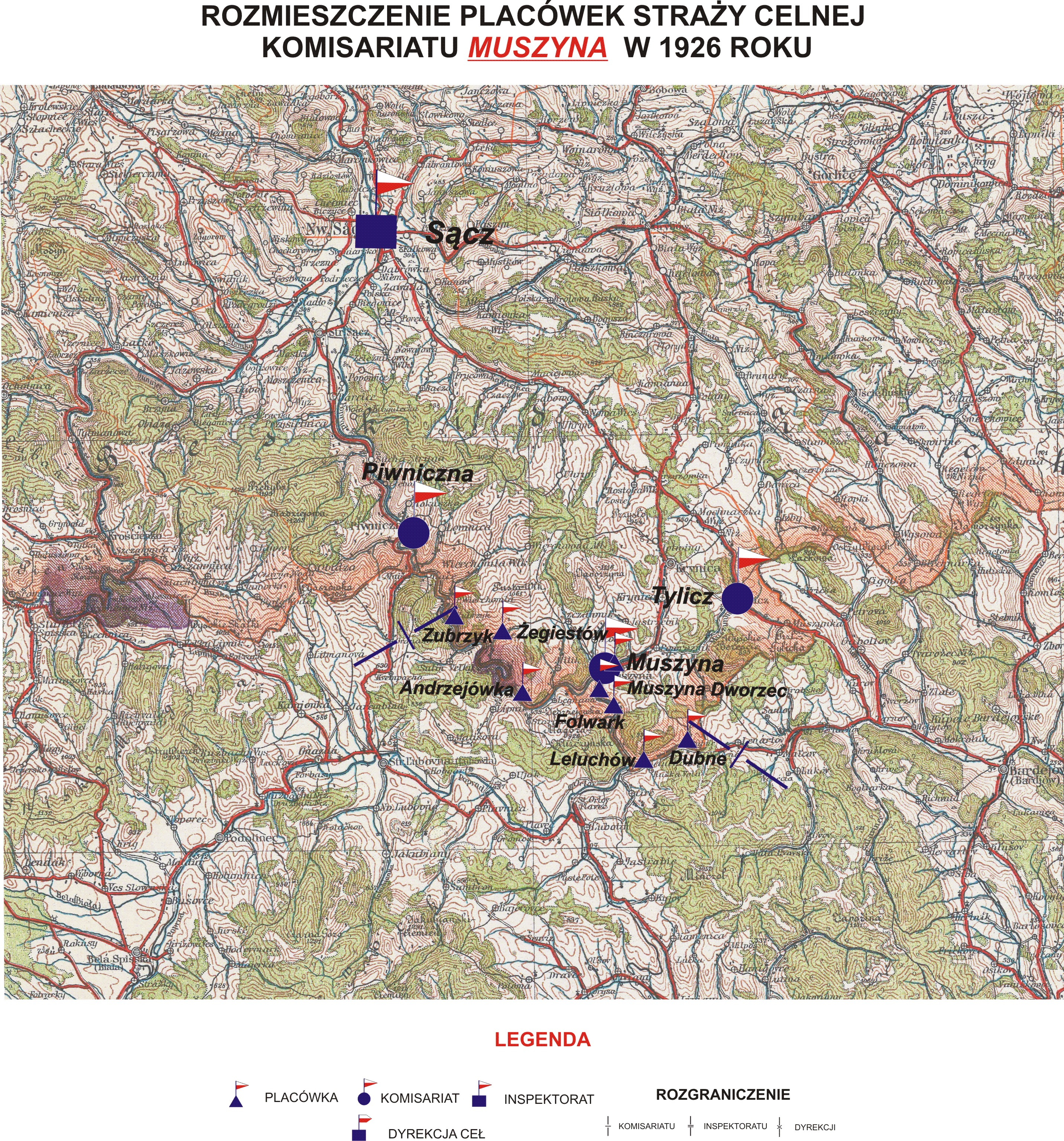
Rozmieszczenie placówek SC Komisariatu Muszyna w 1926

Placówka Straży Celnej „Muszyna” – jednostka organizacyjna Straży Celnej pełniąca w okresie międzywojennym służbę ochronną na granicy polsko-czechosłowackiej.

## Formowanie i zmiany organizacyjne
Na wniosek Ministerstwa Skarbu, uchwałą z 10 marca 1920 roku, powołano do życia Straż Celną. Od połowy 1921 roku jednostki Straży Celnej rozpoczęły przejmowanie odcinków granicy od pododdziałów Batalionów Celnych. Proces tworzenia Straży Celnej trwał do końca 1922 roku. Placówka Straży Celnej „Muszyna” weszła w podporządkowanie komisariatu Straży Celnej „Muszyna” z Inspektoratu SC „Sącz”.
W drugiej połowie 1927 roku przystąpiono do gruntownej reorganizacji Straży Celnej. W praktyce skutkowało to rozwiązaniem tej formacji granicznej. Ochronę północnej, zachodniej i południowej granicy państwa przejęła powołana z dniem 2 kwietnia 1928 roku Straż Graniczna.
Rozkazem nr 5 z 16 maja 1928 roku w sprawie organizacji Małopolskiego Inspektoratu Okręgowego dowódca Straży Granicznej gen. bryg. Stefan Pasławski powołał komisariat Straży Granicznej „Muszyna”. Placówka Straży Granicznej II linii „Muszyna” znalazła się w jego strukturze.

## Funkcjonariusze placówki
Kierownicy placówki
| stopień    | imię i nazwisko, numer | okres pełnienia służby | kolejne stanowisko |
| ---------- | ---------------------- | ---------------------- | ------------------ |
| przodownik | Maciej Serafin (129)   | był w 1926             |                    |

Obsada personalna placówki w 1926:
- przodownik Maciej Serafin (129)
- starszy strażnik Jan Wojtowicz (1235)
- strażnik Michał Ślęczkowski (1224)
- strażnik Józef Łuciów (1830)
- strażnik Marcin Giera (2228)
- strażnik Józef Deptuch (1878)